# Trypanaeus signatus
Trypanaeus signatus är en skalbaggsart som beskrevs av Heinrich Bickhardt 1916. Trypanaeus signatus ingår i släktet Trypanaeus och familjen stumpbaggar. Inga underarter finns listade i Catalogue of Life.